# Pădurea Slivuț
Pădurea Slivuț este o arie protejată de interes național, care corespunde categoriei a IV-a IUCN (rezervație naturală, de tip botanic), inclusă în Geoparcul Dinozaurilor „Țara Hațegului”
Cu o suprafață de 40 ha, situată în apropierea orașului Hațeg, Pădurea Slivuț reprezintă un ecosistem natural cu quercinee xeroterme, rest al unor întinse suprafețe de pădure inițială de stejari, dar care au fost defrișate datorită extinderii activităților agricole specifice pentru zonele colinare de pe rama depresiunii Hațegului.
Din anul 1958, în zona s-a creat în această pădure o rezervație de zimbri. În prezent, Direcția Silvică Deva prin Ocolul Silvic Hațeg, deține custodia acestei rezervații naturale.